# Ernest Kombo
Ernest Kombo ou Nkombo, né le 27 mars 1941 à Pointe-Noire et mort le 22 octobre 2008 à Paris, était un prêtre jésuite congolais, évêque de Nkayi de 1983 à 1986, administrateur apostolique de Pointe-Noire de 1986 à 1990 et évêque d'Owando de 1990 à 2008. Il a joué un rôle notable dans la vie politique de son pays, à la suite de son élection en mars 1991 comme président du présidium de la conférence nationale souveraine, puis président du Conseil supérieur de la République du Congo en juin 1991.

## Biographie
Né dans une famille nombreuse - cinquième garçon d'une famille de huit enfants - Ernest Kombo fait des études au petit séminaire Saint-Paul de Mbamou et obtient le baccalauréat, avant d'entrer au grand séminaire Libermann de Brazzaville en 1965. Il n'y reste qu'une année, car, le 14 octobre 1965, il commence son noviciat jésuite à Aix-en-Provence. Il étudie ensuite à Chantilly de 1967 à 1969, à Douala de 1969 à 1971, puis suit parallèlement des études de théologie et d'économie à Lyon.
Le 8 juillet 1973, il est ordonné prêtre par le cardinal Émile Biayenda dans la basilique Sainte-Anne-du-Congo, à Brazzaville ; il prononce ses vœux définitifs dans la Compagnie de Jésus le 23 novembre 1980. De 1976 à 1983, tout en assurant son ministère de prêtre, Ernest Kombo est fonctionnaire au Centre national de gestion (Cenages).
Nommé premier évêque du diocèse de Nkayi le 6 décembre 1983, il reçoit l'ordination épiscopale des mains du pape Jean-Paul II le 6 janvier 1984, avant d'être intronisé à Nkayi le 25 mars de la même année. Il est ensuite administrateur apostolique du diocèse de Pointe-Noire, puis évêque d'Owando (19 juillet 1990). Mgr Kombo a également été président de la Conférence épiscopale nationale de 2003 à 2006.
Il intervient au moment de la transition démocratique de 1991-1992 en République du Congo, est élu président du présidium de la Conférence nationale le 13 mars 1991, puis président du Conseil supérieur de la République le 6 juin 1991. Il retourne ensuite à Owando pour assumer sa charge d'évêque, et jusqu'à son décès - survenu à l'hôpital du Val-de-Grâce, à Paris, le 22 octobre 2008 après une longue maladie. Mgr Nkombo donnait de temps à autre son avis sur le contexte politique congolais, en particulier en défendant l'héritage de la Conférence nationale, et s'était montré en plusieurs occasions critique à l'égard du régime en place, en particulier lors des obsèques de Mgr Batantu, archevêque émérite de Brazzaville, le 4 mai 2004.
En octobre 1994, lors de l'assemblée générale du synode des évêques au Vatican, Mgr Kombo, suggère que certaines religieuses intègrent le collège des cardinaux, en reconnaissance de leur mission au sein de l'église catholique.